# Sport Club Internacional na Copa Libertadores da América
Este anexo lista as campanhas do Internacional ao longo da Copa Libertadores da América.

## História
O Internacional é um dos clubes brasileiros mais vitoriosos na história da Copa Libertadores da América. Ostentando seu bicampeonato e 16 participações na competição até o momento, o colorado foi o primeiro clube gaúcho a ser semifinalista e finalista da Libertadores, apesar de ter sido vice-campeão em 1980 após ser derrotado pelo Nacional, no Estádio Centenário. Acumulando participações históricas, o Clube do Povo destacou-se novamente em 1989, quando foi eliminado na Semifinal perdendo nos pênaltis para o Olimpia, após triunfar em Assunção e ser derrotado em Porto Alegre. Vivenciando sua pior campanha na história da competição, foi eliminado na primeira fase da Copa Libertadores 1993 após não vencer nenhum jogo.
Após longos 13 anos, o Internacional voltou a batalhar pela América, onde conquistou seu primeiro título da competição sobre o São Paulo, com grandes atuações dos ídolos Rafael Sóbis e Fernandão. Carregando a faixa de campeão, disputou a Libertadores de 2007 como um dos favoritos ao título, mas acabou sendo eliminado precocemente na fase de grupos com 10 pontos. O Colorado veio a brilhar novamente na Libertadores de 2010, onde passou em primeiro na fase de grupos com 12 pontos, eliminou o Banfield nas Oitavas de final, superou o atual campeão Estudiantes de La Plata nas quartas-de-final protagonizando a chamada "Batalha de Quilmes", venceu o São Paulo na Semifinal pelo critério do gol fora, e foi campeão sobre o Chivas Guadalajara na grande final, conquistando seu bicampeonato da competição.
Com eliminações nas Oitavas de final nas Libertadores de 2011 e 2012, para Penãrol e Fluminense respectivamente, o clube voltou a chegar longe na Copa Libertadores 2015, onde foi eliminado pelo Tigres no México. Na edição de 2019, alcançou as quartas de final, onde foi superado pelo Flamengo. Nas edições de 2020-21 e 2021 o clube foi batido nas oitavas de final, para o Boca Juniors e Olimpia, respectivamente. Já na histórica campanha de 2023, o Internacional passou em primeiro na fase de grupos, onde posteriormente derrotou o River Plate nas oitavas de final, bateu o Bolívar nas quartas de final, e acabou sendo vencido pelo campeão Fluminense, na semifinal. No momento, com a vitória colorada sobre o Vasco da Gama (0-1) somada a derrota do Bahia para o Palmeiras (1-2) pelo Campeonato Brasileiro, o Inter confirma sua 16ª participação na Copa Libertadores de 2025.

## Números na história
- Atualizado até a última partida Internacional 1-2 Fluminense, válida pela Copa Libertadores 2023, em 4 de outubro de 2023, no Estádio Beira-Rio.

## 1976 - A primeira participação
- Copa Libertadores da América de 1976

A Copa Libertadores da América de 1976 teve grande importância para o futebol gaúcho, já que o Internacional era o primeiro clube do estado a disputar tal competição. A 17ª edição do torneio sul-americano era dividida em 5 grupos, na qual o primeiro colocado de cada grupo seria classificado para a semifinal do torneio. O maior desafio do Internacional era o rival brasileiro, o Cruzeiro, derrotado pelo Colorado na final do Campeonato Brasileiro de 1975. Em um jogo histórico no Mineirão, em que o time mineiro ganhou por 5-4 e a derrota do clube gaúcho no Beira-Rio, novamente frente ao Cruzeiro, foram determinantes para sua eliminação e um 9.º lugar na competição.

### Primeira fase
| Time             | P  | J | V | E | D | GP | GC | SG |
| ---------------- | -- | - | - | - | - | -- | -- | -- |
| Cruzeiro         | 11 | 6 | 5 | 1 | 0 | 20 | 9  | 11 |
| Internacional    | 7  | 6 | 3 | 1 | 2 | 10 | 8  | 2  |
| Olimpia          | 4  | 6 | 1 | 2 | 3 | 7  | 11 | -4 |
| Sportivo Luqueño | 2  | 6 | 1 | 0 | 5 | 5  | 14 | -9 |

| 7 de março | Cruzeiro                                            | 5 – 4 | Internacional                                        | Mineirão, Belo Horizonte                                          |
| 18:00      | Palhinha 4', 10' · Joãozinho 17', 62' · Nelinho 85' |       | Lula 15' · Valdomiro 39' · Zé Carlos 51' · Ramon 70' | Público: 65 463 Renda: Cr$ 793.407,00 Árbitro: ARG Luis Pestarino |

| 14 de março | Internacional | 1 – 0 | Olimpia | Beira-Rio, Porto Alegre                        |
| 17:00       | Ramon 55'     |       |         | Renda: Cr$ 589.980,00 Árbitro: ARG Oscar Veiro |

| 21 de março | Internacional                | 3 – 0 | Sportivo Luqueño | Beira-Rio, Porto Alegre                          |
| 18:00       | Lula 5', 23' · Valdomiro 37' |       |                  | Renda: Cr$ 470.392,00 Árbitro: URU Roque Cerullo |

| 28 de março | Internacional | 0 – 2 | Cruzeiro                      | Beira-Rio, Porto Alegre                             |
| 18:00       |               |       | Jairzinho 19' · Joãozinho 72' | Renda: Cr$ 1.614.600,00 Árbitro: ARG Angel Coerezza |

| 11 de abril | Sportivo Luqueño | 0 – 1 | Internacional |  |
|             |                  |       |               |  |

| 13 de abril | Olimpia | 1 – 1 | Internacional |  |
|             |         |       |               |  |

## 1977 - Semifinalista da América
- Copa Libertadores da América de 1977

Embalado pelo bicampeonato brasileiro em 1976, o Colorado que contava com grandes nomes como Caçapava, Valdomiro, Vacaria, Don Elias Figueroa e seu astro Falcão passou liderando a primeira fase superando seu adversário brasileiro Corinthians, e chegou forte as semifinais onde teria de enfrentar outro brasileiro - Cruzeiro. Apesar das tentativas, o Inter não obteve êxito e acabou eliminado da competição com 5 vitórias, encerrando sua segunda participação na história.

### Primeira fase
| Time             | Pts | J | V | E | D | GP | GC | SG |
| ---------------- | --- | - | - | - | - | -- | -- | -- |
| Internacional    | 9   | 6 | 4 | 1 | 1 | 9  | 4  | 5  |
| El Nacional      | 7   | 6 | 3 | 1 | 2 | 6  | 6  | 0  |
| Corinthians      | 5   | 6 | 2 | 1 | 3 | 10 | 6  | 4  |
| Deportivo Cuenca | 3   | 6 | 1 | 1 | 4 | 3  | 12 | -9 |

| Corinthians      | 1–1 | Internacional    |
| Deportivo Cuenca | 0–2 | Internacional    |
| El Nacional      | 2–0 | Internacional    |
| Internacional    | 1–0 | Corinthians      |
| Internacional    | 3–1 | Deportivo Cuenca |
| Internacional    | 2–0 | El Nacional      |

### Semifinais
| Time          | Pts | J | V | E | D | GP | GC | SG |
| ------------- | --- | - | - | - | - | -- | -- | -- |
| Cruzeiro      | 7   | 4 | 3 | 1 | 0 | 7  | 1  | 6  |
| Internacional | 3   | 4 | 1 | 1 | 2 | 2  | 5  | -3 |
| Portuguesa FC | 2   | 4 | 1 | 0 | 3 | 5  | 8  | -3 |

| Internacional | 0–1 | Cruzeiro      |  |
| Portuguesa    | 3–0 | Internacional |  |
| Cruzeiro      | 0–0 | Internacional |  |
| Internacional | 2–1 | Portuguesa    |  |

## 1980 - Finalista e vice-campeão
- Copa Libertadores da América de 1980

A 20º edição da Copa Libertadores da América contou com a 3º participação colorada, onde o histórico campeão brasileiro invicto de 1979 foi em busca de sua primeira conquista à nível continental. Eliminando o Vasco da Gama na primeira fase, o Inter foi forte e aguerrido na semifinal, onde foi finalista com apenas 1 derrota e 6 vitórias. Encontrando-se com seu rival uruguaio Nacional, ambos protagonizaram uma emocionante decisão, onde houve um empate por 0-0 no jogo de ida e só houve um desfecho no Estádio Centenário, com vitória por 1-0 e título uruguaio. Desta forma o Inter encerrava sua terceira participação com um vice-campeonato.

### Primeira fase
| Time              | Pts | J | V | E | D | GP | GC | SG |
| ----------------- | --- | - | - | - | - | -- | -- | -- |
| Internacional     | 9   | 6 | 4 | 1 | 1 | 10 | 3  | 7  |
| Vasco da Gama     | 8   | 6 | 3 | 2 | 1 | 7  | 2  | 5  |
| Deportivo Galicia | 7   | 6 | 3 | 1 | 2 | 4  | 7  | -3 |
| Deportivo Táchira | 0   | 6 | 0 | 0 | 6 | 0  | 9  | -9 |

| Vasco             | 0–0 | Internacional     |
| Táchira           | 0–1 | Internacional     |
| Deportivo Galícia | 2–1 | Internacional     |
| Internacional     | 2–1 | Vasco             |
| Internacional     | 4–0 | Táchira           |
| Internacional     | 2–0 | Deportivo Galícia |

### Semifinais
| Time            | Pts | J | V | E | D | GP | GC | SG |
| --------------- | --- | - | - | - | - | -- | -- | -- |
| Internacional   | 6   | 4 | 2 | 2 | 0 | 4  | 1  | 3  |
| América de Cáli | 4   | 4 | 0 | 4 | 0 | 0  | 0  | 0  |
| Vélez Sársfield | 2   | 4 | 0 | 2 | 2 | 1  | 4  | -3 |

| Vélez           | 0–1 | Internacional   |
| Internacional   | 3–1 | Vélez           |
| América de Cáli | 0–0 | Internacional   |
| Internacional   | 0–0 | América de Cáli |

### Final
| 30 de julho de 1980 1º jogo da final | Internacional | 0 – 0 | Nacional | Beira-Rio, Porto Alegre (RS) Público: 60.501 (55.623 pagantes). Árbitro: Jorge Eduardo Romero |
|                                      |               |       |          |                                                                                               |

|  | Internacional Gasperin Toninho Mauro Pastor Mauro Galvão André Luiz Falcão Batista Tonho Jair Chico Spina (Adavílson) Mário Sérgio Técnico: Ênio Andrade. |  | Nacional Rodolfo Rodríguez José Moreira Juan Blanco Hugo De León Washington González Eduardo de la Peña Víctor Espárrago Arsenio Luzardo Alberto Bica Waldemar Victorino Dardo Pérez Técnico: Juan Martín Mujica. |

| 6 de agosto de 1980 2º jogo da final | Nacional               | 1 – 0  | Internacional | Centenario, Montevidéu (Uruguai) Público: 65.000 (59.895 pagantes). Árbitro: Edson Perez Auxiliares: Juan Silvagno e Arturo Ithurralde |
|                                      | Waldemar Victorino 35' | Report |               | |

|  | Nacional Rodolfo Rodríguez José Moreira Juan Blanco Hugo De León Washington González Eduardo de la Peña Víctor Espárrago Arsenio Luzardo Alberto Bica Waldemar Victorino Julio César Morales Técnico: Juan Martín Mujica. |  | Internacional Gasperin Toninho Mauro Pastor Mauro Galvão Falcão Cláudio Mineiro Chico Spina (Beretta) Batista Adílson Jair Mário Sérgio Técnico: Ênio Andrade. |

## 1989 - Semifinal após 9 anos
- Copa Libertadores da América de 1989

A Copa Libertadores de 1989 representou a volta do Internacional na competição continental, após 9 anos, quando foi vice-campeão. Nesta edição, o Colorado cresceu ao longo do campeonato, chegando até a semifinal quando foi eliminado pelo Olímpia nos pênaltis, no Estádio Beira-Rio. Na primeira fase, os três melhores de cada grupo avançavam para a próxima fase, o que salvou o time gaúcho da fraca campanha inicial. Porém, ficou em 3.º lugar na classificação final do torneio.

### Primeira fase
| Time               | Pts | J | V | E | D | GP | GC | SG |
| ------------------ | --- | - | - | - | - | -- | -- | -- |
| Bahia              | 10  | 6 | 4 | 2 | 0 | 11 | 5  | 6  |
| Unión Atl. Táchira | 7   | 6 | 3 | 1 | 2 | 7  | 8  | -1 |
| Internacional      | 5   | 6 | 2 | 1 | 3 | 8  | 6  | 2  |
| Sport Marítimo     | 2   | 6 | 0 | 2 | 4 | 3  | 10 | -7 |

| Internacional  | 1–2 | Bahia          |
| Táchira        | 1–0 | Internacional  |
| Sport Marítimo | 1–1 | Internacional  |
| Bahia          | 1–0 | Internacional  |
| Internacional  | 3–0 | Sport Marítimo |
| Internacional  | 3–1 | Táchira        |

### Oitavas de final
| Internacional | 6–2 | Peñarol       |
| Peñarol       | 1–2 | Internacional |

### Quartas de final
| Internacional | 1–0 | Bahia         |
| Bahia         | 0–0 | Internacional |

### Semifinal
| Olímpia       | 0–1           | Internacional |
| Internacional | 2–3 (pen 3-5) | Olímpia       |

## 1993 - A pior campanha da história
- Copa Libertadores da América de 1993

Foi a pior campanha do Internacional na história da Copa Libertadores. A vaga do Colorado foi conquistada através do título da Copa do Brasil de 1992. Em 6 jogos disputados, empatou 3 e perdeu 3, sendo eliminado na primeira fase da competição, onde obteve o 20.º lugar.

### Primeira fase
| Time              | Pts | J | V | E | D | GP | GC | SG |
| ----------------- | --- | - | - | - | - | -- | -- | -- |
| Flamengo          | 7   | 6 | 3 | 1 | 2 | 9  | 7  | 2  |
| Atlético Nacional | 7   | 6 | 3 | 1 | 2 | 8  | 6  | 2  |
| América de Cáli   | 7   | 6 | 3 | 1 | 2 | 12 | 11 | 1  |
| Internacional     | 3   | 6 | 0 | 3 | 3 | 4  | 9  | -5 |

| Internacional     | 0–0 | Flamengo          |
| Internacional     | 1–1 | América de Cáli   |
| Flamengo          | 3–1 | Internacional     |
| Internacional     | 0–1 | Atlético Nacional |
| América de Cáli   | 4–2 | Internacional     |
| Atlético Nacional | 0–0 | Internacional     |

## 2006 - "A conquista da América"
- Copa Libertadores da América de 2006

O Sport Club Internacional foi o grande campeão de 2006. Conquistou o título da Copa Libertadores pela primeira vez, sob a liderança de capitão Fernandão e do técnico Abel Braga, o que levou o Colorado a ser campeão mundial posteriormente. A única derrota na competição foi para a LDU, em jogo realizado na altitude de 2850 metros de Quito.

### Fase de grupos
| Time            | Pts | J | V | E | D | GP | GC | SG |
| --------------- | --- | - | - | - | - | -- | -- | -- |
| Internacional   | 14  | 6 | 4 | 2 | 0 | 13 | 4  | 9  |
| Nacional        | 9   | 6 | 2 | 3 | 1 | 6  | 6  | 0  |
| Unión Maracaibo | 8   | 6 | 2 | 2 | 2 | 7  | 8  | -1 |
| Pumas           | 1   | 6 | 0 | 1 | 5 | 4  | 12 | -8 |

| Maracaibo     | 1–1 | Internacional |
| Internacional | 3–0 | Nacional      |
| Pumas         | 1–2 | Internacional |
| Internacional | 3–2 | Pumas         |
| Nacional      | 0–0 | Internacional |
| Internacional | 4–0 | Maracaibo     |

### Oitavas de final
| Nacional      | 1–2 | Internacional |
| Internacional | 0–0 | Nacional      |

### Quartas de final
| LDU           | 2–1 | Internacional |
| Internacional | 2–0 | LDU           |

### Semifinal
| Libertad      | 0–0 | Internacional |
| Internacional | 2–0 | Libertad      |

### Final
| 9 de agosto de 2006 1º jogo da final | São Paulo    | 1 – 2  | Internacional        | Morumbi, São Paulo (SP) Público: 71.986. Árbitro: Jorge Larrionda Auxiliares: Pablo Fandiño e Walter Rial |
|                                      | Edcarlos 75' | Report | Rafael Sóbis 53' 61' | |

|  | São Paulo Rogério Ceni Fabão Diego Lugano Edcarlos (Aloísio) Souza Josué Mineiro Danilo (Lenílson) Júnior Leandro (Richarlyson) Ricardo Oliveira Técnico: Muricy Ramalho. |  | Internacional Clemer Ceará (Wellington Monteiro) Bolívar Fabiano Eller Jorge Wagner Fabinho Edinho Alex Tinga Fernandão Rafael Sóbis (Michel) Técnico: Abel Braga. |

| 16 de agosto de 2006 2º jogo da final | Internacional             | 2 – 2  | São Paulo FC             | Beira-Rio, Porto Alegre (RS) Público: 57.554 (8.656 pagantes e 43.915 sócios). Árbitro: Horacio Marcelo Elizondo Auxiliares: Rodolfo Otero e Darío Garcia |
|                                       | Fernandão 29' · Tinga 65' | Report | Fabão 50' · Lenílson 84' | |

|  | Internacional Clemer Índio Bolívar Fabiano Eller Ceará Edinho Tinga Alex (Michel) Jorge Wagner Rafael Sóbis (Ediglê) Fernandão Técnico: Abel Braga. |  | São Paulo Rogério Ceni Edcarlos (Alex Dias) Diego Lugano Fabão Souza Mineiro Richarlyson (Thiago) Danilo (Lenílson) Júnior Aloísio Leandro Técnico: Muricy Ramalho. |

## 2007 - Campeão eliminado no saldo de gols
- Copa Libertadores da América de 2007

A 48ª edição da Copa Libertadores foi a 7.ª participação do Internacional no torneio. Após o título inédito do ano anterior, o Colorado enfrentou um dos grupos mais difíceis da competição, sendo eliminado pelo critério do saldo de gols. Ficou em 20.º lugar.

### Fase de grupos
| Time            | Pts | J | V | E | D | GP | GC | SG |
| --------------- | --- | - | - | - | - | -- | -- | -- |
| Vélez Sársfield | 11  | 6 | 3 | 2 | 1 | 6  | 3  | 3  |
| Nacional        | 10  | 6 | 3 | 1 | 2 | 9  | 5  | 4  |
| Internacional   | 10  | 6 | 3 | 1 | 2 | 7  | 7  | 0  |
| Emelec          | 3   | 6 | 1 | 0 | 5 | 3  | 10 | -7 |

| Nacional      | 3–1 | Internacional |
| Internacional | 3–0 | Emelec        |
| Vélez         | 3–0 | Internacional |
| Internacional | 0–0 | Vélez         |
| Emelec        | 1–2 | Internacional |
| Internacional | 1–0 | Nacional      |

## 2010 -  Bicampeonato e o "regulamento amigo"
- Copa Libertadores da América de 2010

O Sport Club Internacional foi campeão pela segunda vez da Copa Libertadores. Fazendo valer o fator local, o Colorado venceu todos os jogos que disputou em casa, e soube bem utilizar a regra do gol fora de casa nas partidas de mata-mata. Na final, o Internacional venceu os dois jogos, garantindo o bicampeonato com toda justiça.

### Fase de grupos
| Time            | Pts | J | V | E | D | GP | GC | SG |
| --------------- | --- | - | - | - | - | -- | -- | -- |
| Internacional   | 12  | 6 | 3 | 3 | 0 | 8  | 2  | +6 |
| Deportivo Quito | 10  | 6 | 3 | 1 | 2 | 5  | 7  | -2 |
| Cerro           | 8   | 6 | 2 | 2 | 2 | 5  | 5  | 0  |
| Emelec          | 2   | 6 | 0 | 2 | 4 | 2  | 6  | -4 |

| Internacional   | 2–1 | Emelec          |
| Deportivo Quito | 1–1 | Internacional   |
| Cerro           | 0–0 | Internacional   |
| Internacional   | 2–0 | Cerro           |
| Emelec          | 0–0 | Internacional   |
| Internacional   | 3–0 | Deportivo Quito |

### Oitavas de final
| Banfield      | 3–1 | Internacional |
| Internacional | 2–0 | Banfield      |

### Quartas de final
| Internacional | 1–0 | Estudiantes   |
| Estudiantes   | 2–1 | Internacional |

### Semifinal
| Internacional | 1–0 | São Paulo     |
| São Paulo     | 2–1 | Internacional |

### Final
| 11 de agosto de 2010 1º jogo da final | Chivas Guadalajara | 1 – 2     | Internacional              | Estádio Omnilife, Guadalajara |
|                                       | Bautista 45+1'     | Relatório | Giuliano 73' · Bolívar 76' | Árbitro: ARG Héctor Baldassi  |

|  | Chivas Guadalajara Luis Ernesto Michel Jonny Magallón Héctor Reynoso Mario de Luna Miguel Ángel Ponce Xavier Báez (Ulises Dávila) Edgar Mejía Marco Fabián (Dionicio Escalante) Omar Arellano (Patricio Araujo) Adolfo Bautista Omar Bravo Técnico: José Luis Real. |  | Internacional Renan Nei Índio Bolívar Kléber Sandro Pablo Guiñazú Giuliano Andrés D'Alessandro Taison (Wilson Mathías) Alecsandro (Everton) Técnico: Celso Roth. |

| 18 de agosto de 2010 2º jogo da final | Internacional                                        | 3 – 2     | Chivas Guadalajara       | Estádio Beira-Rio, Porto Alegre |
|                                       | Rafael Sóbis 61' · Leandro Damião 76' · Giuliano 89' | Relatório | Fabián 43' · Bravo 90+2' | Árbitro: COL Óscar Ruiz         |

|  | Internacional Renan Nei Índio Bolívar Kléber Sandro Pablo Guiñazú Tinga (Wilson Mathías) Andrés D'Alessandro Taison (Leandro Damião) Rafael Sóbis (Giuliano) Técnico: Celso Roth. |  | Chivas Guadalajara Luis Ernesto Michel Patricio Araujo Jonny Magallón Miguel Ángel Ponce (Dionicio Escalante) Héctor Reynoso Xavier Báez (Michel Vázquez) Mario de Luna Marco Fabián Omar Arellano (Patricio Araujo) Adolfo Bautista Omar Bravo Técnico: José Luis Real. |

### Artilheiro
| LIBERTADORES 2010 | LIBERTADORES 2010 |
| ----------------- | ----------------- |
| Giuliano          | 06                |

## 2011 - Atual campeão eliminado nas Oitavas de final
- Copa Libertadores da América de 2011

Em 2011, o Internacional terminou em 11.º lugar, sendo eliminado pelo Peñarol, do Uruguai, nas oitavas de final da competição.

### Fase de grupos
| Time              | Pts | J | V | E | D | GP | GC | SG |
| ----------------- | --- | - | - | - | - | -- | -- | -- |
| Internacional     | 13  | 6 | 4 | 1 | 1 | 14 | 3  | 11 |
| Jaguares          | 9   | 6 | 3 | 0 | 3 | 6  | 8  | -2 |
| Emelec            | 8   | 6 | 2 | 2 | 2 | 4  | 5  | -1 |
| Jorge Wilstermann | 4   | 6 | 1 | 1 | 4 | 3  | 11 | -8 |

| Emelec            | 1–1 | Internacional     |
| Internacional     | 4–0 | Jaguares          |
| Jorge Wilstermann | 1–4 | Internacional     |
| Internacional     | 3–0 | Jorge Wilstermann |
| Jaguares          | 1–0 | Internacional     |
| Internacional     | 2–0 | Emelec            |

### Oitavas de final
| Peñarol       | 1–1 | Internacional |
| Internacional | 1–2 | Peñarol       |

## 2012 - Eliminação brasileira nas Oitavas de final
- Copa Libertadores da América de 2012

Em 2012, o Internacional terminou em 12.º lugar, sendo eliminado novamente nas oitavas de final, dessa vez pelo Fluminense.

### Fase de grupos
| Time          | Pts | J | V | E | D | GP | GC | SG |
| ------------- | --- | - | - | - | - | -- | -- | -- |
| Santos        | 13  | 6 | 4 | 1 | 1 | 12 | 5  | 7  |
| Internacional | 8   | 6 | 2 | 2 | 2 | 10 | 6  | 4  |
| The Strongest | 7   | 6 | 2 | 1 | 3 | 5  | 11 | -6 |
| Juan Aurich   | 6   | 6 | 2 | 0 | 4 | 4  | 9  | -5 |

| Internacional | 2–0 | Juan Aurich   |
| Santos        | 3–1 | Internacional |
| Internacional | 5–0 | The Strongest |
| The Strongest | 1–1 | Internacional |
| Internacional | 1–1 | Santos        |
| Juan Aurich   | 1–0 | Internacional |

### Oitavas de final
| Internacional | 0–0 | Fluminense    |
| Fluminense    | 2–1 | Internacional |

## 2015 - A traumática semifinal de 2015
- Copa Libertadores da América de 2015

Em 2015, o Internacional terminou em 3.º lugar, sendo o clube brasileiro que chegou mais longe na competição. Se classificou com facilidade para as oitavas de final, onde eliminou o Atlético Mineiro, e nas quartas de final eliminou o Santa Fe, da Colômbia. Na semifinal, venceu o jogo de ida no Estádio Beira-Rio pelo placar de 2-1 contra o Tigres UANL, mas no jogo de volta, o time mexicano conseguiu a reação, e com um gol a mais de saldo, eliminou o Colorado, acabando com o sonho do tricampeonato do clube gaúcho naquele ano.

### Fase de grupos
| Time                 | Pts | J | V | E | D | GP | GC | SG |
| -------------------- | --- | - | - | - | - | -- | -- | -- |
| Internacional        | 13  | 6 | 4 | 1 | 1 | 13 | 7  | 6  |
| Emelec               | 10  | 6 | 3 | 1 | 2 | 9  | 5  | 4  |
| The Strongest        | 9   | 6 | 3 | 0 | 3 | 10 | 11 | -1 |
| Universidad de Chile | 3   | 6 | 1 | 0 | 5 | 7  | 16 | -9 |

| The Strongest        | 3–1 | Internacional        |
| Internacional        | 3–1 | Universidad de Chile |
| Internacional        | 3–2 | Emelec               |
| Emelec               | 1–1 | Internacional        |
| Universidad de Chile | 0–4 | Internacional        |
| Internacional        | 1–0 | The Strongest        |

### Oitavas de final
| Atlético Mineiro | 2–2 | Internacional    |
| Internacional    | 3–1 | Atlético Mineiro |

### Quartas de final
| Santa Fe      | 1–0 | Internacional |
| Internacional | 2–0 | Santa Fe      |

### Semifinal
| Internacional | 2–1 | Tigres        |
| Tigres        | 3–1 | Internacional |

## 2019 - Libertadores após 4 anos
- Copa Libertadores da América de 2019

Na sua 12ª participação, o Internacional volta a defender o tricampeonato da Copa Libertadores. O clube gaúcho terminou em primeiro do Grupo A com 14 pontos, enquanto River Plate ficou em segundo com 10. Com público recorde no Beira-Rio, o Colorado eliminou o Nacional do Uruguai na fase seguinte e garantiu vaga nas quartas de final da competição. Na fase seguinte, o clube gaúcho não foi efetivo contra o Flamengo e acabou sendo eliminado da competição.

### Fase de grupos
| Time          | Pts | J | V | E | D | GP | GC | SG  |
| ------------- | --- | - | - | - | - | -- | -- | --- |
| Internacional | 14  | 6 | 4 | 2 | 0 | 11 | 6  | 5   |
| River Plate   | 10  | 6 | 2 | 4 | 0 | 10 | 5  | 5   |
| Palestino     | 7   | 6 | 2 | 1 | 3 | 7  | 7  | 0   |
| Alianza Lima  | 1   | 6 | 0 | 1 | 5 | 2  | 12 | -10 |

| Palestino     | 0–1 | Internacional |
| Internacional | 2–0 | Alianza Lima  |
| Internacional | 2–2 | River Plate   |
| Internacional | 3–2 | Palestino     |
| Alianza Lima  | 0–1 | Internacional |
| River Plate   | 2–2 | Internacional |

### Oitavas de final
| Nacional      | 0–1 | Internacional |
| Internacional | 2–0 | Nacional      |

### Quartas de final
| Flamengo      | 2–0 | Internacional |
| Internacional | 1–1 | Flamengo      |

## 2020 - Clássico continental e eliminação nas Oitavas de final
- Copa Libertadores da América de 2020

Em sua 13.ª participação na Copa Libertadores, o Internacional estreou na fase preliminar, onde eliminou o Club Universidad de Chile, ao empatar por 0–0 fora de casa e ganhar por 2–0 em Porto Alegre. Na terceira fase o Colorado eliminou o Deportes Tolima ao empatar por 0–0 fora de casa e ganhar por 1–0 no estádio Beira-Rio. O Internacional disputou a fase de grupos terminando na segunda colocação. Nas oitavas de final perdeu o jogo de ida pelo placar de 1–0 frente ao Boca Juniros, em pleno estádio Beira-Rio. No jogo de volta, o Colorado devolveu o placar de 1–0 contra o adversário no estádio La Bombonera, porém acabou eliminado nos pênaltis.

### Segunda fase
| Universidad de Chile | 0–0 | Internacional        |
| Internacional        | 2–0 | Universidad de Chile |

### Terceira fase
| Deportes Tolima | 0–0 | Internacional   |
| Internacional   | 1–0 | Deportes Tolima |

### Fase de grupos
| Time                 | Pts | J | V | E | D | GP | GC | SG |
| -------------------- | --- | - | - | - | - | -- | -- | -- |
| Grêmio               | 11  | 6 | 3 | 2 | 1 | 6  | 3  | +3 |
| Internacional        | 8   | 6 | 2 | 2 | 2 | 8  | 6  | +2 |
| Universidad Católica | 7   | 6 | 2 | 1 | 3 | 5  | 8  | -3 |
| América de Cali      | 6   | 6 | 1 | 3 | 2 | 6  | 8  | -2 |

| Internacional        | 3–0 | Universidad Católica |
| Grêmio               | 0–0 | Internacional        |
| Internacional        | 4–3 | América de Cali      |
| Internacional        | 0–1 | Grêmio               |
| América de Cali      | 0–0 | Internacional        |
| Universidad Católica | 2–1 | Internacional        |

### Oitavas de final
| Internacional | 0–1           | Boca Juniors  |
| Boca Juniors  | 0–1 (pen 5-4) | Internacional |

## 2021 - Reencontro e derrota nas Oitavas de final
- Copa Libertadores da América de 2021

Em sua 14.ª participação na Copa Libertadores, o Internacional estreou na fase de grupos contra o Always Ready, da Bolívia, em La Paz.
O Colorado foi o primeiro colocado de seu grupo com 10 pontos, se classificando para as oitavas de final. Nesta etapa, enfrentou novamente o gigante paraguaio Olimpia, onde foi eliminado após empatar por 0-0 no Paraguai e perder nos pênaltis (4-5) no Estádio Beira-Rio, onde o placar do jogo de ida se repetiu. O Internacional encerrava sua primeira participação na Libertadores na década de 2020.

### Fase de grupos
| Time              | Pts | J | V | E | D | GP | GC | SG |
| ----------------- | --- | - | - | - | - | -- | -- | -- |
| Internacional     | 10  | 6 | 3 | 1 | 2 | 12 | 5  | +7 |
| Olimpia           | 9   | 6 | 3 | 0 | 3 | 13 | 14 | -1 |
| Deportivo Táchira | 9   | 6 | 3 | 0 | 3 | 14 | 17 | -3 |
| Always Ready      | 7   | 6 | 2 | 1 | 3 | 8  | 11 | -3 |

| Always Ready      | 2–0 | Internacional     |  |
| Internacional     | 4–0 | Deportivo Táchira |  |
| Internacional     | 6–1 | Olimpia           |  |
| Deportivo Táchira | 2–1 | Internacional     |  |
| Olimpia           | 0–1 | Internacional     |  |
| Internacional     | 0–0 | Always Ready      |  |

### Oitavas de final
| Olimpia       | 0–0           | Internacional |  |
| Internacional | 0–0 (pen 5-4) | Olimpia       |  |